# ゴールデントビヘビ
ゴールデントビヘビ（学名:Chrysopelea ornata）は、爬虫綱有鱗目ナミヘビ科トビヘビ属に属する爬虫類。

## 特徴
全長約100cm前後のヘビである。トビヘビ属の中にはトビヘビの名のとおり、肋骨を広げ、体を扁平にして滑空できるものもいるが、ゴールデントビヘビはそのような行動は行わない。背中の緑と黒のストライプ状なものは木に紛れて獲物に近づくためにある。

## 分布
インド ミャンマー タイ ベトナム ラオス- ルアンパバーン辺り　カンボジア マレーシア スリランカ 中国

## 生態
樹上性で、トカゲ、ヤモリ、カエルなどを捕食する。